# نادي أولمبيك مدنين
نادي أولمبيك مدنين هو نادي كرة قدم تونسي مقره في مدنين ينشط خلال موسم 2019-2020 في الرابطة الأولى. تأسس في 5 فبراير 1954 تحت اسم أولمبيك مدنين من قبل رجل فرنسي يدعى السيد غودال ، لعب لفترة طويلة في التقسيم الإقليمي قبل تأمين انضمامه الأول إلى الرابطة الثانية في عام 1972، تحت إشراف أحمد مسلم حتى لو كان ريتروغرادس بسرعة.
في عام 1995، الفريق الذي كان في المرتبة التاسعة في القسم الثالث جنوب، ويأخذ في يد رجل الأعمال بشير بن عمر. في غضون عامين، وقال انه يسمح للنادي أن يسمى الآن النادي الأولمبي من مدنين للوصول في الرابطة الأولى. وخليفته في عام 2000، منجي كسيكسي، ويوفر بعض الاستمرارية للنادي ولكن الوسائل المالية لم تعد تصل إلى طموحات والنادي يجد نفسه مرة أخرى في الرابطة الثالثة. ومع ذلك، فإن النادي يستعيد طموحاته، وفي غضون عامين، يحصل على اثنين من انضمامه الذي أعادته إلى الرابطة الأولى في عام 2017، بعد مباراة ضد المستقبل الرياضي بالمرسى.

## الألقاب
بطل الرابطة المحترفة الثانية
- 2001

بطل الرابطة المحترفة الثالثة
- 1962, 1972, 1982, 1993(مجموعة الوسط والجنوب) 2016 (مجموعة الجنوب

## الإدارة

### الرؤساء
| - مسعود بن حميدة - بشير بالحواش - الهادي بن رمضان - عباس بن حميدان - نور الدين الحليوي - بوبكر التلمودي - توفسق مزح - أحمد بن حميدة - صلاح الدين بن حميدة | - محمد العوني - علي معارف - منصف قور - طاهر النايري - علي الكسيكسي - خالد بوشناق - محمد الشاكري - بشير بن عمر - منجي كسيكسي | - بالغيث الدخلي - هادي القاسمي - بولبابة النايري - جلال بب حميدة - فتحي الكسيكسي - عمر شنيطر - سمير حمرون - عفيف بن يمنى - محمد السعيدي |

### المدربون
- 1971-1973 : أحمد مسلم
- 1973-1975 : منصف سالم
- 1977-1978 : أحمد وناس
- 1978-1979 : سالم كريم
- 1979-1980 : عبد الكريم بن غايب ثم أحمد مسلم
- 1980-1981 : أحمد مسلم
- 1981-1982 : محمد العوني
- 1982-1983 : سالم كريم
- 1983-1984 : محمد العوني
- 1984-1985 : أحمد الأخضر ثم الحبيب الطرابلسي
- 1985-1986 : أحمد ونيس
- 1986-1987 : الحبيب الطرابلسي
- 1987-1989 : إيفان غوتوف
- 1989-1990 : عبد المجيد بن حميدة ثم حميدة السلام
- 1990-1991 : محمد الأسود
- 1991-1992 : عبد المجيد بن حميدة ثم وحيد منيف
- 1992-1993 : فاكر الطريقي
- 1993-1994 : فاكر الطريقي ثم محمد الجريري ثم الحبيب الطرابلسي
- 1994-1995 : نزار الجبال ثم مايكل شوكودروف ثم كمال بوغزالة
- 1995-1996 : فريد العروسي
- 1996-1998 : ميرسيا دريديا ثم حسان ملواش ثم ستيفان تييدشا
- 1998-1999 : روبيرت بيغيس ثم الهادي العوني ثم منصف مليتي ثم فاكر الطريقي ثم الحبيب عثماني
- 1999-2000 : سيرج ديفيس ثم باتريس نوفو
- 2000-2001 : كمال بوغزالة
- 2001-2002 : باتريس نوفو ثم كمال الشبلي
- 2002-2003 : عبدالرحمان الرحموني ثم رضا عكاشة
- 2003-2004 : إدريسا تراوري ثم العربي قدور ثم خالد بن ساسي
- 2004-2006 : حسني النجاري ثم كمال بوغزالة
- 2006-2007 : رفيق الدريدي ثم حسني النجاري ثم الطاهر الأمين ثم منير راشد
- 2007-2008 : رضوان لمين ثم منير راشد ثم منصف بلحسن
- 2008-2009 : منصف بلحسن ثم أحمد لعبيث
- 2009-2010 : وليد العطوي ثم صلاح داي
- 2010-2011 : صلاح داي
- 2011-2013 : لطفي السبتي ثم الطاهر لمين
- 2013-2014 : صلاح داي, نادر وردة, رجب السايح ثم طارق بلغيث
- 2014-2015 : ونيس البوزيدي
- 2015-2016 : كريم القابسي, رضا زموري ثم عثمان الشهايبي
- 2016-2017 : عثمان الشهايبي ثم عفوان الغربي
- 2017-2018 : عثمان الشهايبي

## المسيرة الكروية
| - 1957-1972 : الرابطة المحترفة الثالثة - 1972-1973 : الرابطة المحترفة الثانية - 1973-1982 : الرابطة المحترفة الثالثة - 1982-1985 : الرابطة المحترفة الثانية - 1985-1990 : الرابطة المحترفة الثالثة - 1990-1993 : الرابطة الرابعة - 1993-1996 : الرابطة المحترفة الثالثة - 1996-1997 : الرابطة الجهوية | - 1999-2001 : الرابطة المحترفة الثانية - 2001-2002 : الرابطة المحترفة الأولى - 2002-2007 : الرابطة المحترفة الثانية - 2007-2010 : الرابطة المحترفة الثالثة - 2010-2011 : الرابطة الرابعة - 2011-2016 : الرابطة المحترفة الثالثة - 2016-2017 : الرابطة المحترفة الثانية - 2017-2018 : الرابطة المحترفة الأولى |

### المخطط في الرابطة الأولى
| الموسم    | الترتيب | لعب | فاز | عدل | خسر | له | عليه |
| --------- | ------- | --- | --- | --- | --- | -- | ---- |
| 1997-1998 | 11/14   | 26  | 7   | 7   | 12  | 25 | 37   |
| 1998-1999 | 15/16   | 28  | 4   | 4   | 20  | 20 | 64   |
| 2001-2002 | 11/12   | 22  | 6   | 5   | 11  | 15 | 26   |
| المجموع   | -       | 76  | 17  | 16  | 43  | 60 | 127  |